# Seznam polygrafických firem v Praze
Seznam tiskáren v Praze obsahuje tiskárny založené v Praze a obcích sousedních, které byly později k Praze připojeny, včetně tiskáren zrušených či zaniklých. Tiskárny jsou řazeny abecedně. Seznam není úplný.

## Tiskárny
- ASTRON
- Grafotechna plus
- Poštovní tiskárna cenin Praha
- Státní tiskárna cenin
- Svoboda press

## Zrušené tiskárny
- C. k. sklad školních knih a knihtiskárna
- Česká grafická unie
- Grafia, dělnická knihtiskárna a nakladatelství
- Haaseho tiskárna
- Husník a Häusler, fotochemigrafický umělecký ústav
- Knihtiskárna Dr. Eduard Grégr a syn
- Knihtiskárna Karpner a syn
- M. Schulz, grafický umělecký ústav
- Melantrich
- Nakladatelství a tiskárna Josef R. Vilímek
- Orbis, tiskařská, nakladatelská a novinářská a.s.
- Politika, závod tiskařský a vydavatelský
- Pražská akciová tiskárna
- Prometheus
- Průmyslová tiskárna
- Státní tiskárna
- Štencův grafický závod
- Tiskárna Jiřího Melantricha z Aventina
- Tiskárna Koppe – Bellmann
- Tiskárna Novina
- Tiskárna Politika
- Tiskárna Václav Pešl
- Továrna na plakáty a kalendáře Hanzík a Vodička
- Tovární knihařství Z. a J. Nožička
- Václav Neubert a synové, grafický umělecký ústav a nakladatelství